# Rudolph Albert Cleveringa (1885-1981)
Rudolph Albert Cleveringa (Arnhem, 25 juli 1885 - Apeldoorn, 14 november 1981) was een Nederlandse burgemeester.

## Leven en werk
Cleveringa, telg uit het geslacht Cleveringa, werd op 8 maart 1928 benoemd tot ambtenaar der secretarie in Zuidhorn en op 30 maart werd hij al snel benoemd tot waarnemend gemeentesecretaris. Op 13 augustus 1931 werd hij burgemeester van Nieuwolda. Op 1 maart 1935 werd Cleveringa benoemd tot burgemeester van Zuidhorn. Tijdens de Tweede Wereldoorlog werd hem op 14 september 1944 op eigen verzoek ziekteverlof gegeven. De burgemeester van Oldekerk, S.H.L. Woldringh, wordt dan waarnemend burgemeester van Zuidhorn. Na de oorlog keert Cleveringa terug als burgemeester. Op 1 augustus 1950 wordt hem eervol ontslag verleend. 
Cleveringa trouwde op 16 april 1925 te Oldehove met Dieuwke Krijthe met wie hij twee kinderen had. Zijn vrouw verhuist na zijn overlijden naar Zuidhorn en overlijdt in 1988 te Groningen.
In Zuidhorn is een straat naar hem vernoemd: Burgemeester Cleveringalaan.